# Pantala flavescens
Espèce
Répartition géographique
Statut de conservation UICN

 LC  : Préoccupation mineure
Pantala flavescens (Fabricius, 1798), la libellule globe-trotter, la pantale globe-trotteur ou pantale flavescente, est une des espèces d'odonates anisoptères les plus largement répandue dans la ceinture intertropicale, et qui essaime vers le nord et le sud lors de phénomènes migratoires obligés. Dès le début de leur phase imaginale, les individus se dispersent vers de nouveaux sites de reproduction. On trouve ainsi l'espèce à de hautes latitudes comme au Québec, à Sakhaline ou au Kamtchatka dans l'hémisphère nord, et en Patagonie ou sur l'île Amsterdam dans l’hémisphère sud.

## Mode de vie

### Reproduction et développement

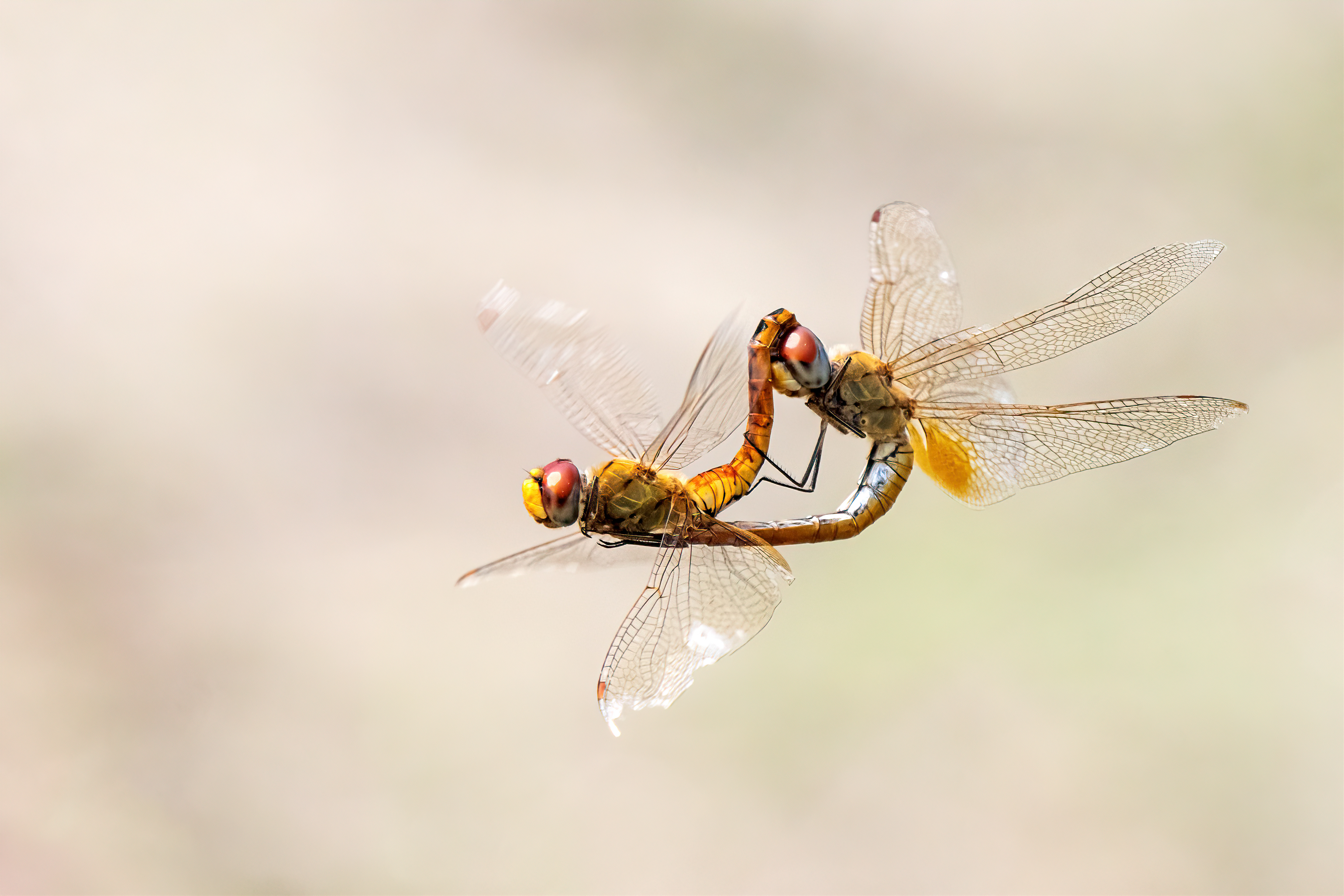
Accouplement de Pantala flavescens dans le parc national de Shivapuri Nagarjun au Népal (septembre 2020).

Comme il est commun dans la famille des libellules, Pantala flavescens n'a pas de rituels de parade nuptiale particuliers. La femelle s'accouple plusieurs fois, mais généralement une seule fois par jour.
Après l'accouplement, les libellules volent en tandem, la femelle restant attachée au mâle pour pondre ses œufs. Pour cela, l'animal choisit parfois des endroits inappropriés comme des voitures fraîchement lavées. Une couvée d'œufs est composée d'environ 500 à 2000 œufs. Les œufs ont la forme d'un ellipsoïde de révolution, dont le grand demi-axe mesure 0,5 mm et le petit 0,4 mm.
Les larves se développent en 38 à 65 jours, ce qui permet à la libellule migratrice de se reproduire uniquement dans des eaux temporaires ou même dans des piscines, et de donner environ trois à quatre générations en un an. Le temps de développement rapide et le fait que les larves arrivent souvent à maturité dans des eaux saisonnières compensent le manque de camouflage contre les prédateurs. Cependant, les larves semblent très sensibles à la température. L'espérance de vie n'est pas connue, car il est presque impossible de la déterminer en raison de la grande mobilité des animaux.

### Nutrition
Comme toutes les larves de libellules, les larves des libellules Pantala flavescens sont aussi des prédateurs. Toutefois, par rapport aux autres espèces de libellules, la larve est très active dans la recherche de nourriture et se nourrit de manière relativement indifférenciée de toutes sortes d'invertébrés aquatiques, tels que les larves d'insectes aquatiques et les amphipodes. Les têtards et les petits poissons font également partie de son alimentation.
L'imago se nourrit principalement de petits insectes volants tels que les moustiques. En groupe, les larves se nourrissent également de fourmis volantes et de termites.

### Comportement de vol

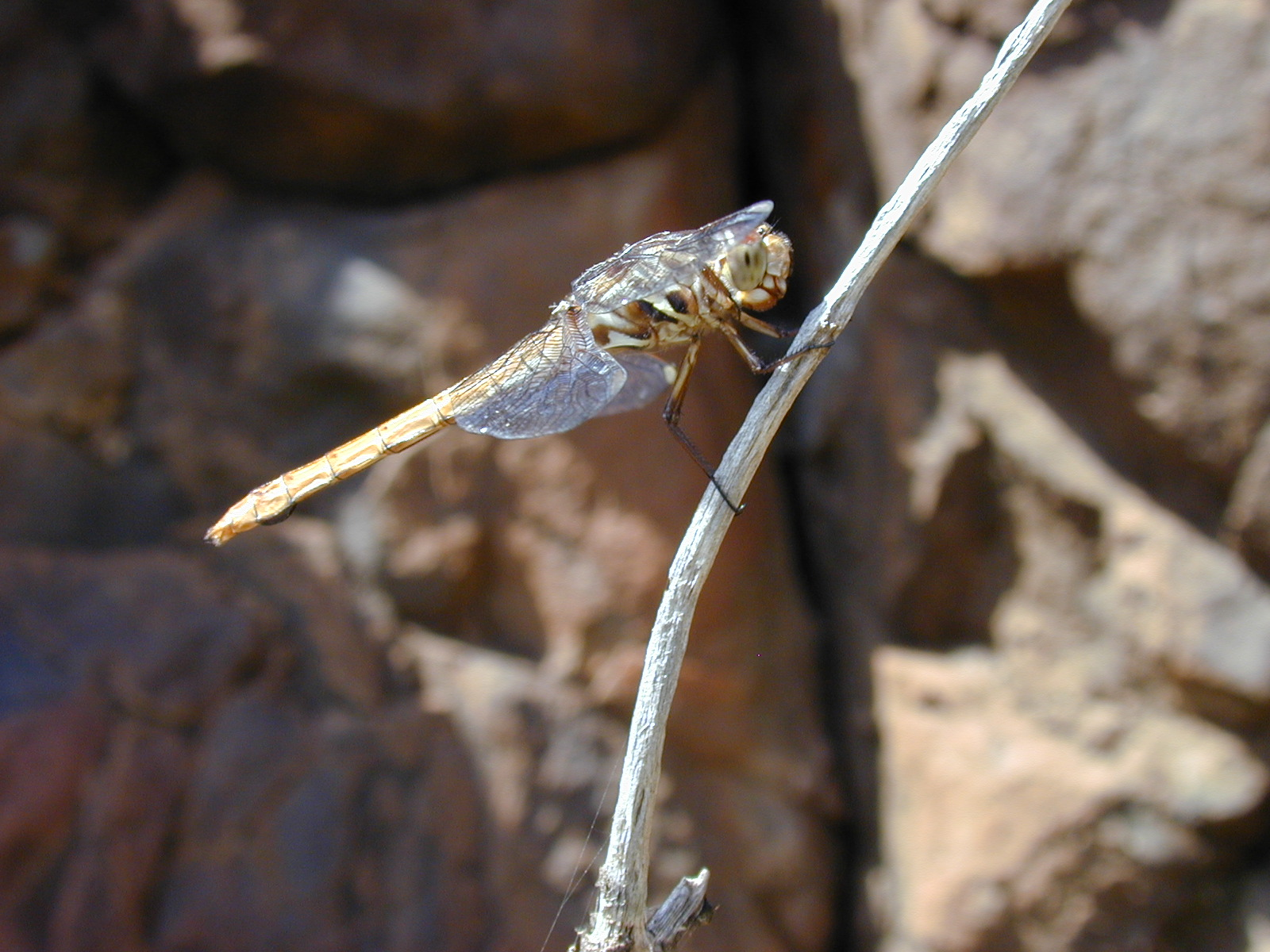
Une libellule suspendue à une branche à Hawaii.

Leur vitesse de vol est de 5 m/s. En automne en particulier, la libellule Pantala flavescens vole en grands essaims, profitant des vents. Un rapport parle même d'un « nuage » de libellules couvrant 34 km². La libellule préfère utiliser des vents humides. En vol normal, les libellules peuplant des îles restent à une hauteur de 1 à 2,5 m au-dessus du sol et interrompent leur vol lorsque les nuages se lèvent. Les libellules peuplant des zones continentales, quant à elles, choisissent des altitudes de vol de trois à quatre mètres et n'interrompent pas leur vol même par mauvais temps. Les libellules trouvées sur l'île de Pâques ont semble-t-il adapté leur comportement et ne volent pas en haute mer, car cela signifie généralement une mort certaine.
À l'atterrissage, l'animal s'efforce d'adopter une posture verticale.

### Zone de distribution

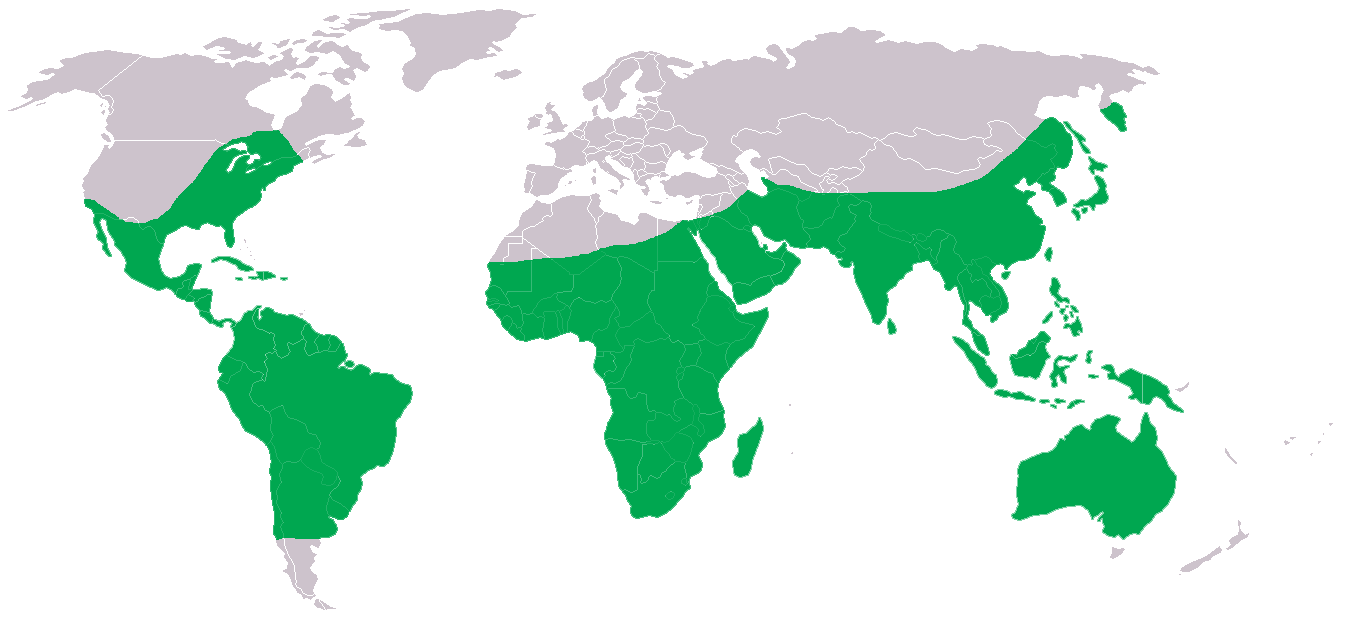
L'aire de répartition de Pantala flavescens.

Pantala flavescens a une zone de distribution extrêmement large, qui atteint approximativement le 40e degré de latitude ou les isothermes de 20°C (la zone où la température moyenne annuelle est de 20 °C). Ainsi, elle se rencontre aussi bien sous les tropiques que dans les zones tempérées d'Amérique du Nord. En Europe, il n'existe que des observations isolées de l'espèce, les preuves sérieuses provenant principalement de la mer Égée et du continent voisin. Tous les rapports sur les Pantala flavescens en provenance d'Angleterre ou de France doivent être considérés comme extrêmement douteux ou sont souvent dus à des animaux importés, par exemple avec des cargaisons de bananes. L'effet de barrière du Sahara est considéré comme une explication de l'absence de cette espèce, alors que par ailleurs les libellules sont répandues en Europe. Avec ses vents défavorables, comme le sirocco sec, et son aridité prononcée, le Sahara rend la traversée presque impossible pour l'animal. Son arrivée dans les régions subtropicales et tropicales coïncide avec la zone de convergence tropicale, ce qui montre une fois de plus sa préférence pour les vents humides. Ainsi, la libellule n'arrive au Tamil Nadu, dans le sud-est de l'Inde, qu'avec la deuxième mousson - car elle est la seule à apporter de la pluie dans cette région. Dans le reste de l'Inde, en revanche, elle arrive avec la première mousson pluvieuse. Elle a été aperçue à environ 6 200 m dans l'Himalaya, ce qui en fait l'espèce de libellule aperçue à la plus haute altitude. Pantala flavescens a également été l'une des premières espèces à s'installer à nouveau sur l'atoll de Bikini après les essais nucléaires. C'est également la seule espèce de libellule présente sur l'île de Pâques. Les individus qui y sont représentés semblent se découpler des individus continentaux en raison de leur plus petit pool génétique, ce qui fait qu'une nouvelle espèce émerge lentement par dérive génétique. Dans les régions plus froides comme l'Australie du Sud et le Nord du Canada, la libellule ne peut pas hiberner et est donc remplacée par des migrants chaque année.
Une étude génétique a confirmé que les Pantala flavescens parcouraient les continents. Des observations ont mis en lumière la probabilité que l'espèce pourrait parcourir, en quatre générations, environ 18 000 km (de l'Inde à l'Afrique orientale) soit plus que le papillon Monarque (Danaus plexippus).

### Temps de vol
Une libellule serait capable de parcourir jusqu'à 6 000 km dans sa vie et 3 500 km sans s'arrêter.
Cette libellule d'environ 3,8 cm peut voler sans s'arrêter à travers les océans, plus loin que tout autre insecte connu. Les scientifiques ont déjà observé des libellules traversant l'océan Indien vers l'Afrique orientale, vraisemblablement pour fuir la saison sèche de l'Inde au profit de la saison humide de l'Afrique orientale,. L'examen de l'ADN de quelques populations a montré un manque de diversité remarquable. Selon les scientifiques, une seule explication est possible : ce manque de diversité suggère que les libellules autour du monde se mélangent et se reproduisent régulièrement les unes avec les autres - ce qui signifie qu'elles doivent effectuer de longs voyages d'accouplement et notamment traverser les océans.
D'après une étude, de l'université Rutgers de Newark, l'augmentation de la surface des ailes permet à la libellule de planer avec une efficacité extrême, en exigeant beaucoup moins d'énergie que le battement d'aile. Curieusement, mise à part Anax junius, les autres libellules ne sont pas de grandes voyageuses.
Dans certains cas, notamment le long de la côte atlantique, les libellules Pantala flavescens peuvent utiliser les vents des ouragans pour se déplacer.
La manière dont P. flavescens gère ses réserves en énergie lors de ses longs voyages n'est pas clairement établie. Les individus peuvent voler sans escale pendant plusieurs jours au-dessus de régions, y compris des étendues océaniques, où l'alimentation peut être difficile et la reproduction impossible. Elles pourraient se nourrir de « plancton aérien ».

## Description

### Imago
Au stade adulte, Pantala flavescens mesure jusqu'à 4,5 cm de longueur, avec une envergure de 7,2 à 8,4 cm,,. Antérieurement, la tête est jaunâtre à rougeâtre. Les grands yeux rougeâtres composent une importante portion de la tête, comme c'est généralement le cas chez les anisoptères,. Le thorax est généralement de couleur jaune à doré, avec une ligne noire et poilue. L'abdomen présente des couleurs similaires à celles du thorax,,. Les ailes sont transparentes, avec une base large. Certains spécimens ont les ailes de couleur olive, brune ou jaune. Sur l'île de Pâques, on trouve des spécimens aux ailes noires,,.

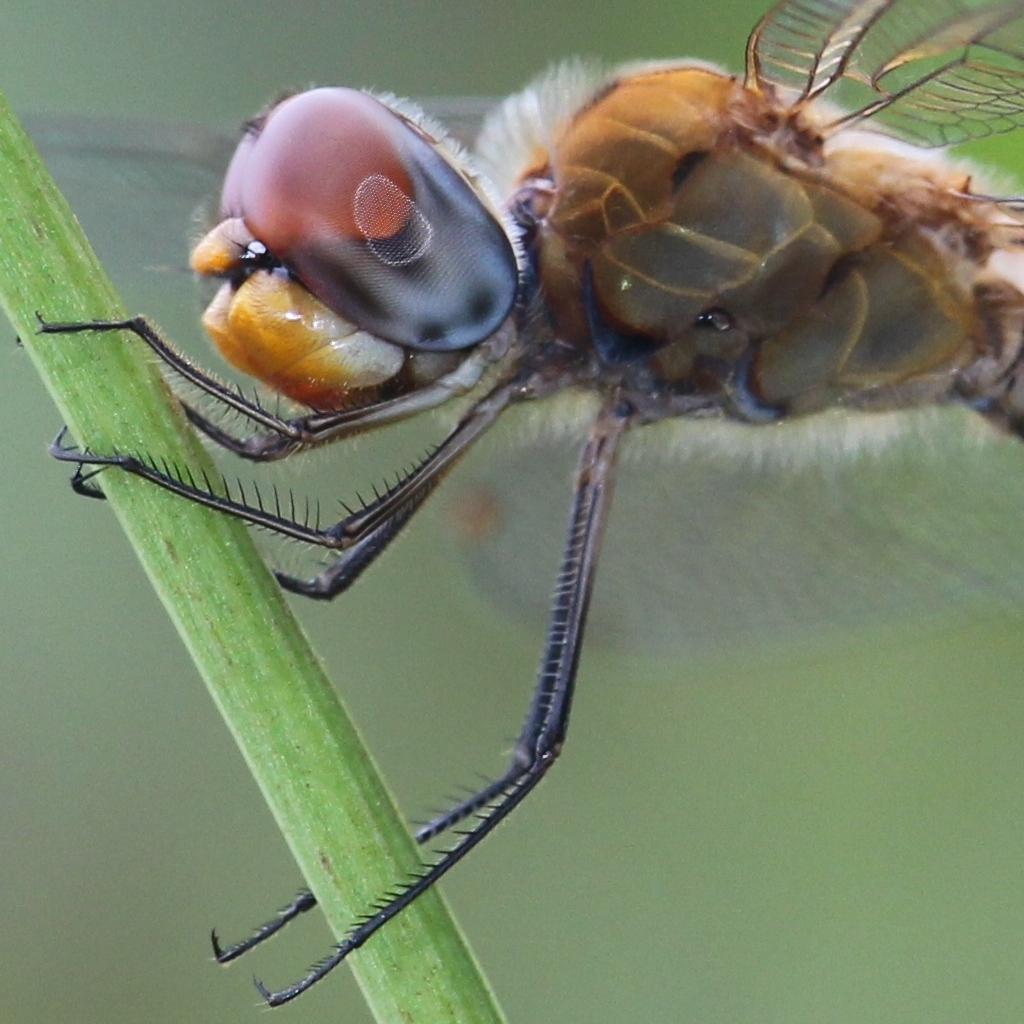
Japon.
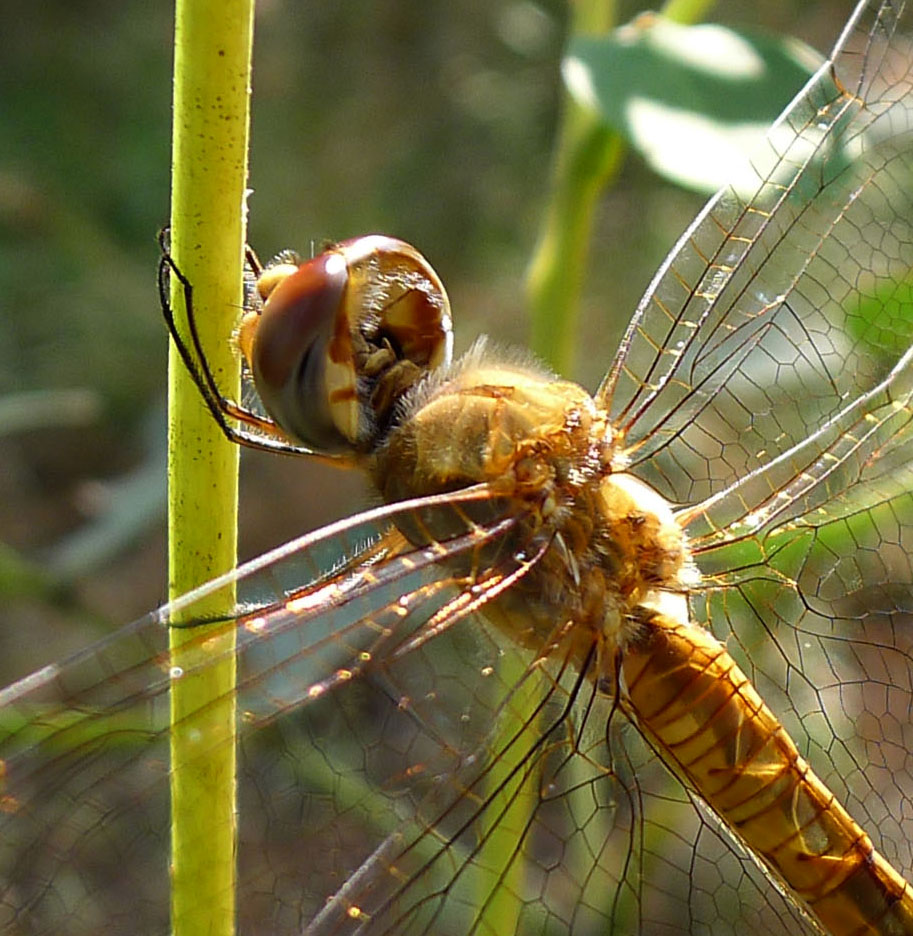
Inde.
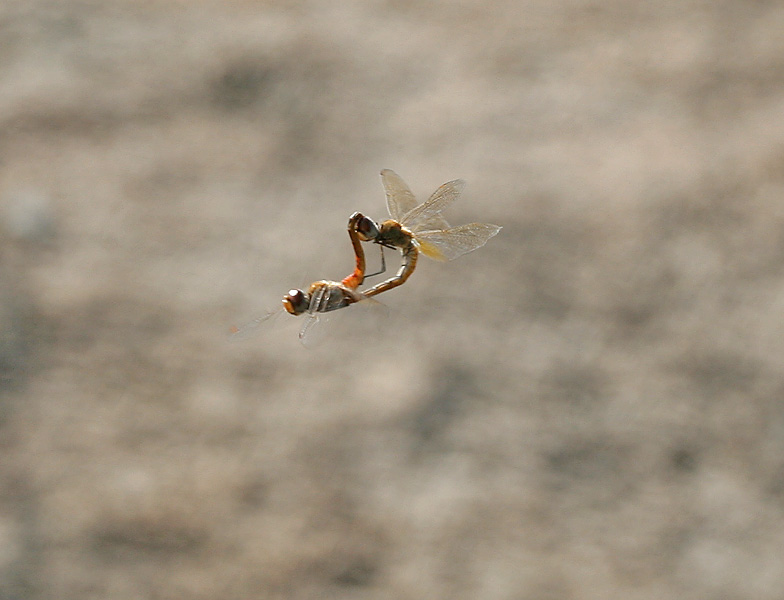
Accouplement, Inde.
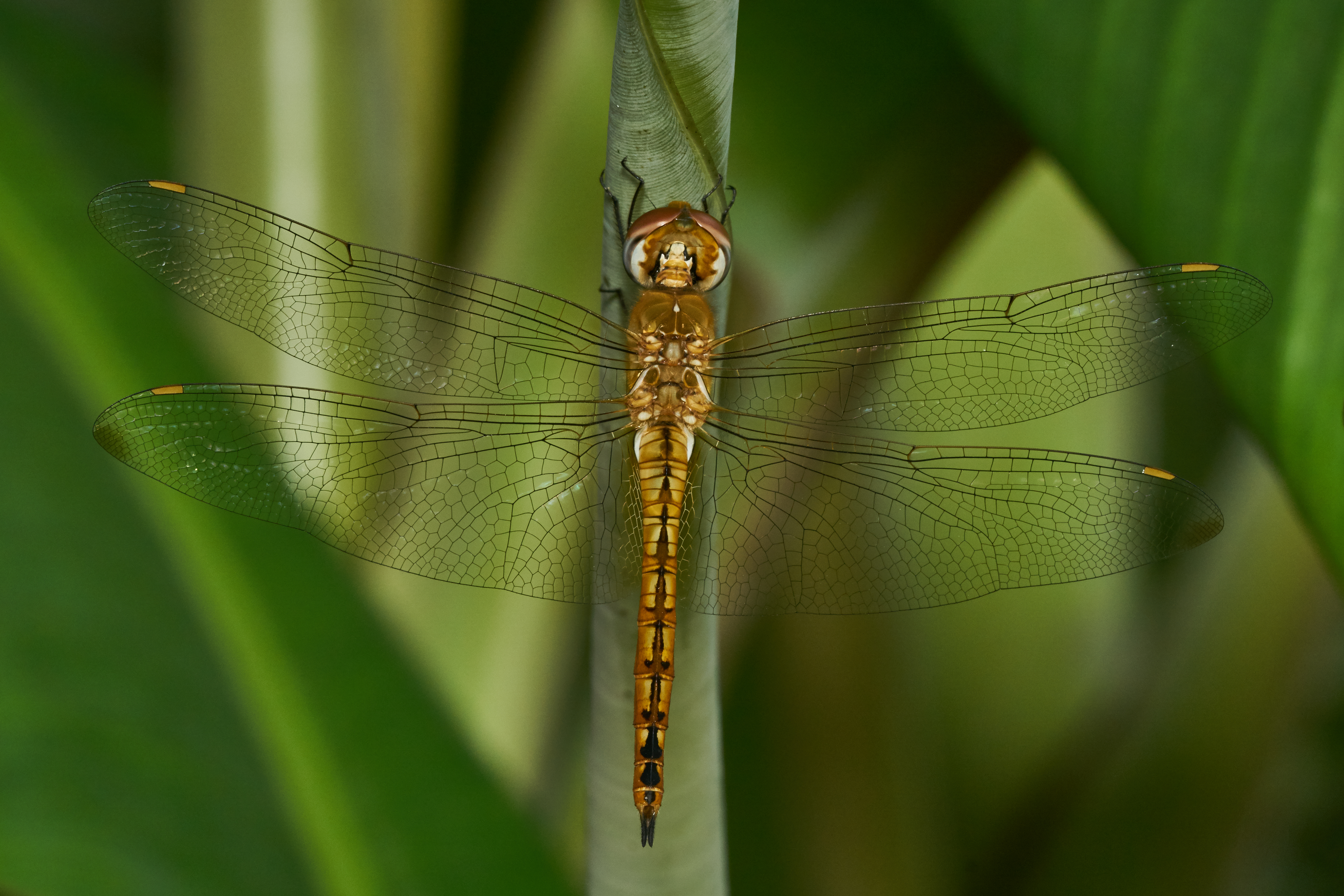
Mâle, Inde.
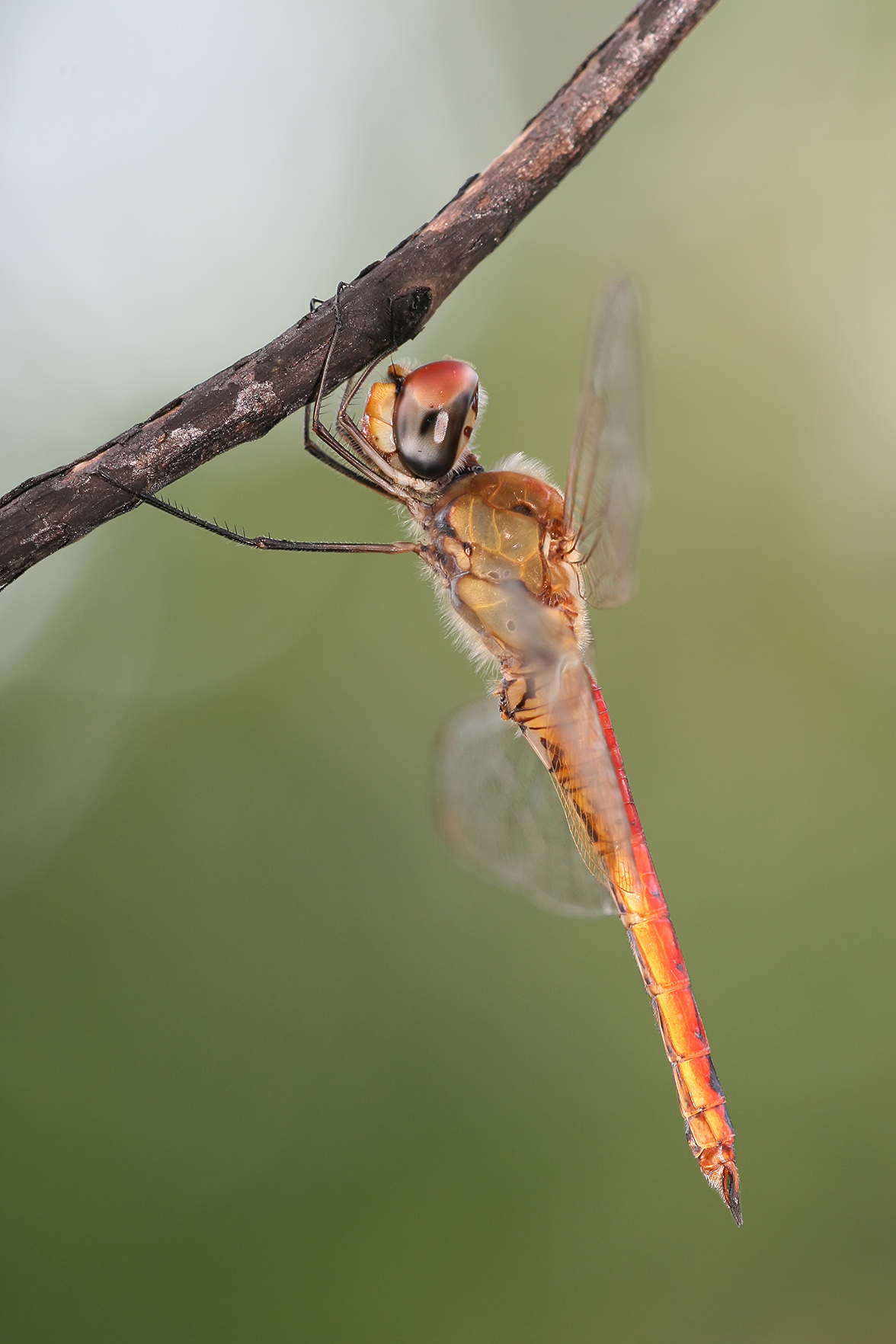
Tanzanie.
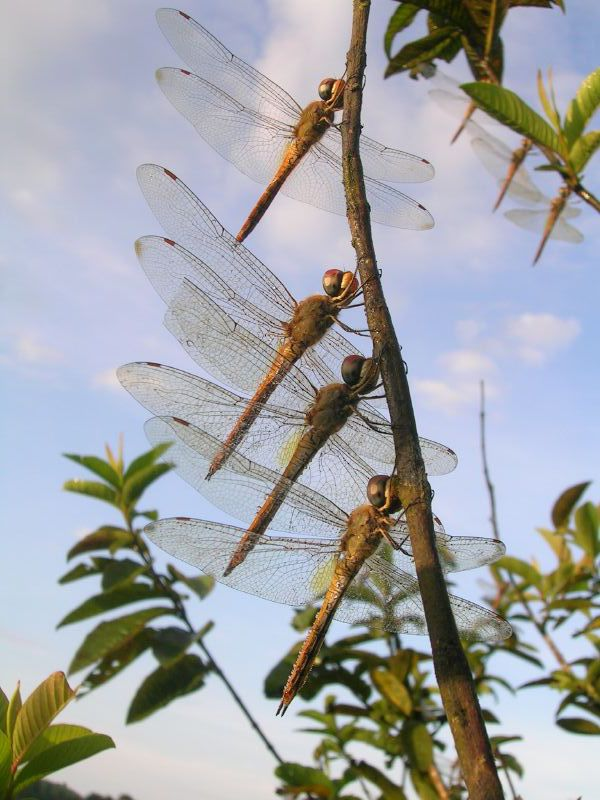
P. flavescens probablement en migration, Inde.
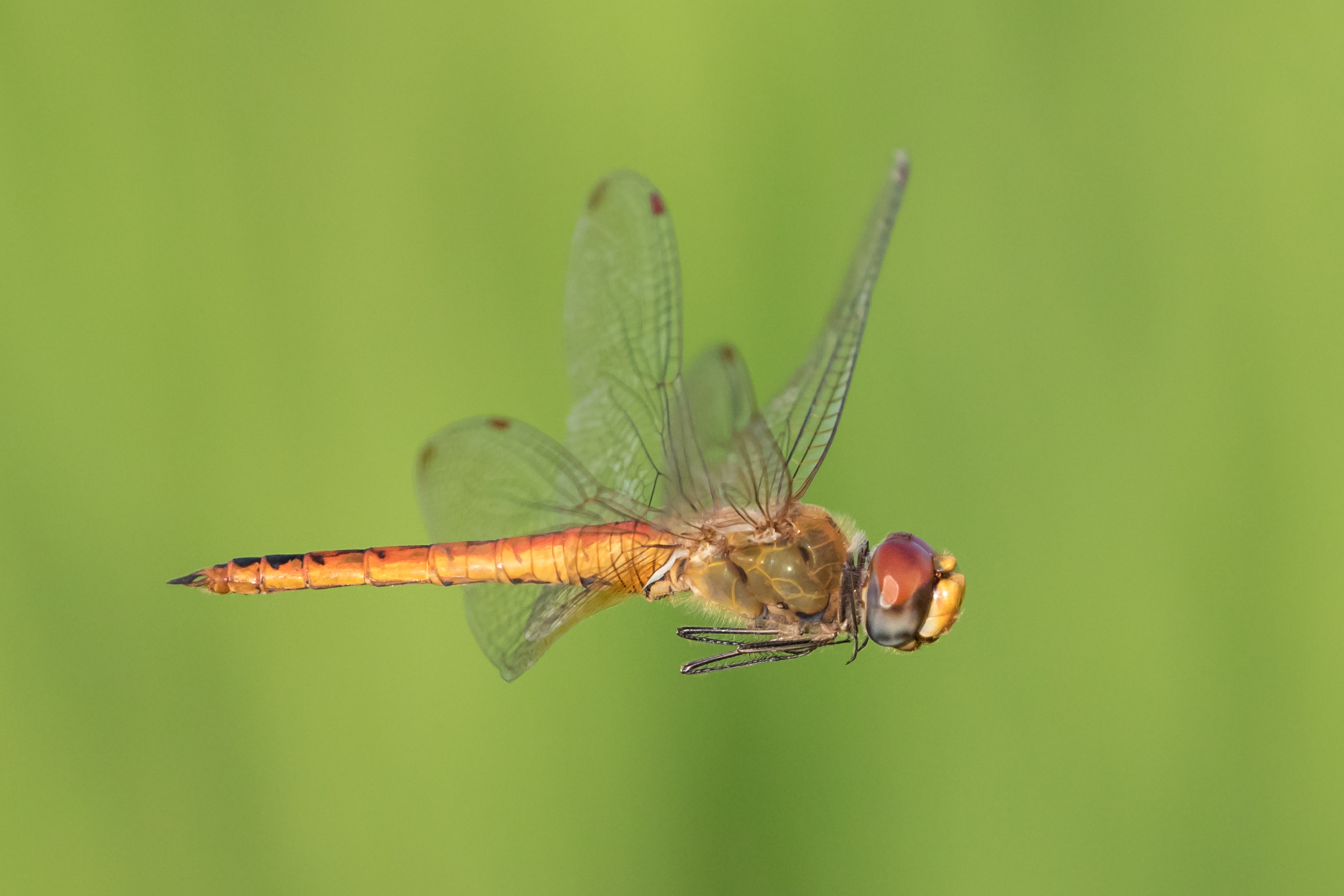
Mâle en vol dans une rizière à Don Det (Si Phan Don) Laos.

### Stades immatures
La larve est verte tachetée de brun et mesure de 24 à 26 mm de long. Les yeux ronds sont disposés de part et d'autre de la base de la tête. Il est probable que les larves ne puissent pas hiverner au delà de 40°N.

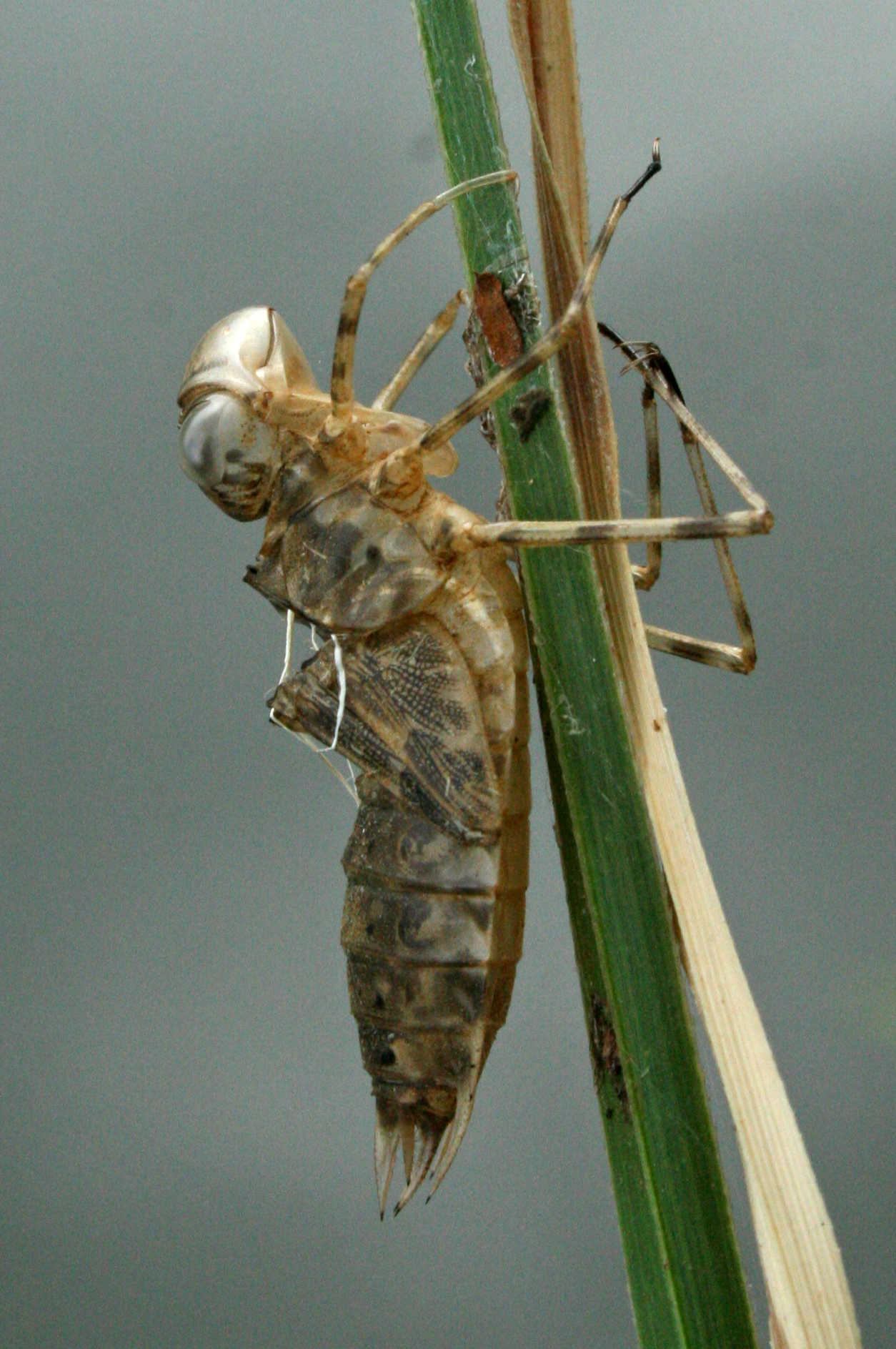
Exuvie, Inde.